# Ababdas
Os ababdas ( em árabe: العبابدة, translit. al-ʿabābdah ou em árabe: العبّادي, translit. al-ʿabbādī) são um grupo étnico do leste do Egito e do Sudão. Historicamente, a maioria eram nômades que viviam na área entre o Nilo e o Mar Vermelho, com alguns se estabelecendo ao longo da rota comercial que liga Korosko a Abu Hamad . Numerosos relatos de viajantes do século XIX relatam que alguns ababdas naquela época ainda falavam Beja ou uma língua própria, por isso muitas fontes secundárias consideram o Ababda uma subtribo Beja. A maioria dos ababdas atualmente fala árabe e se identifica como uma tribo árabe do Hejaz.

## Origem e história

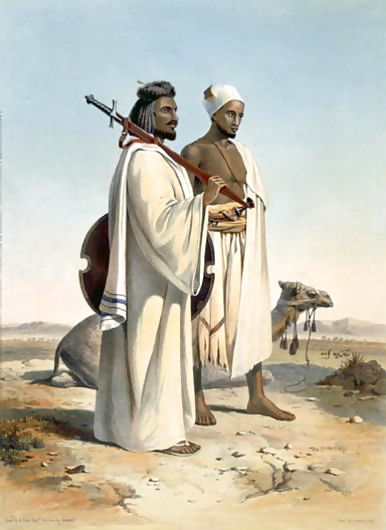
Dois homens ababdas em 1848

As narrativas de origem tribal de ababda os identificam como um povo árabe do Hejaz, descendente de Zobair ibne Alauame (possivelmente através de seu filho Abedalá ibne Zobair) após a conquista muçulmana do Egito. 
Muitas fontes publicadas em línguas ocidentais identificam os ababdas como uma subtribo dos bejas, ou como descendentes de falantes de uma Língua cuxítica.

## Linguagem

### Árabe

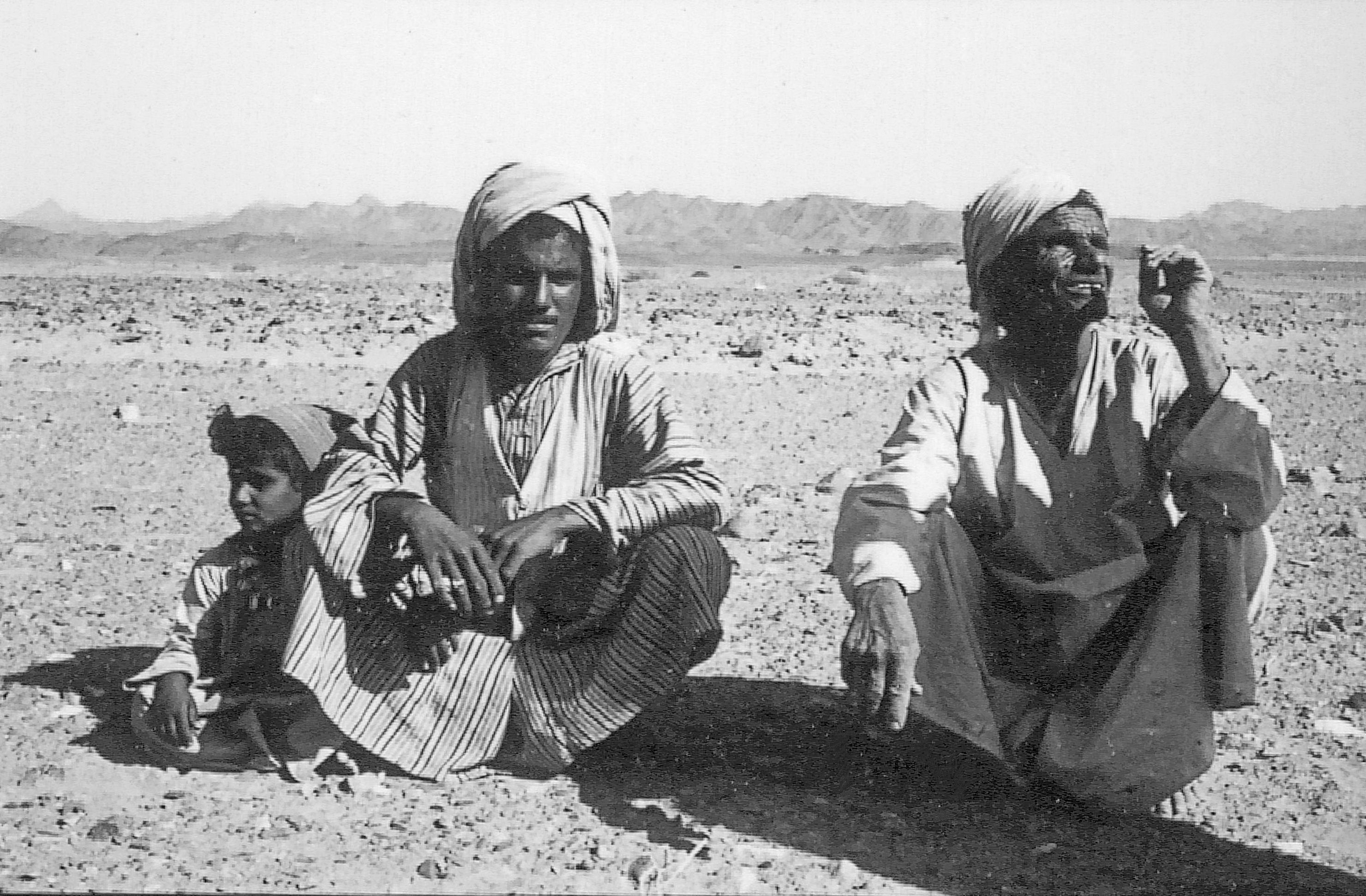
Ababdas em Uádi um Gamis (1961)

Hoje, praticamente todas as comunidades ababdas falam árabe. Não há tradição oral no grupo que afirme terem falado qualquer outra língua antes do árabe.
Em um estudo de 1996, Rudolf de Jong descobriu que o dialeto Ababda do árabe era bastante semelhante ao do povo Shukriya do Sudão e concluiu que era uma extensão da área de dialeto do norte do Sudão.

### Lingua ababda ou beja

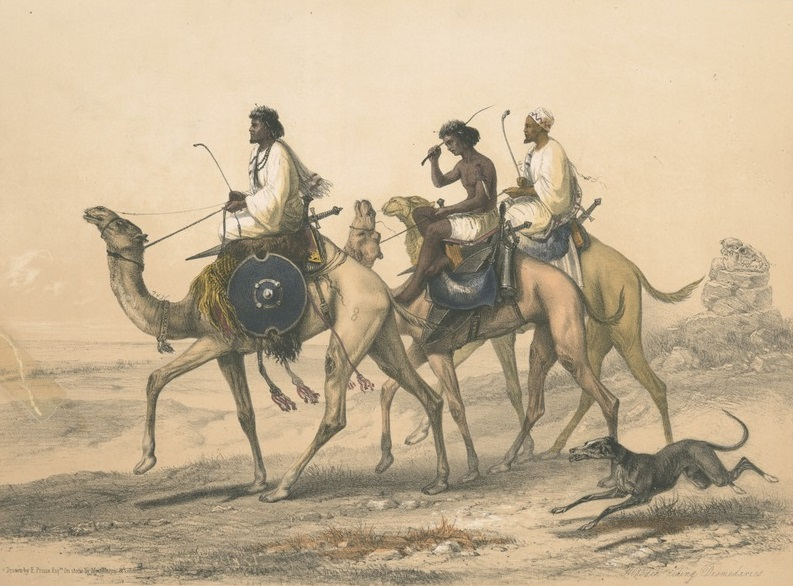
Três homens ababdas montando seus dromedários, 1851

Os ababdas pode ter falado um dialeto de Beja antes do árabe, mas se assim for, nada desse dialeto continua preservado hoje. John Lewis Burckhardt relatou que em 1813 aqueles ababdas que residiam com a tribo Bishari falavam Beja. 

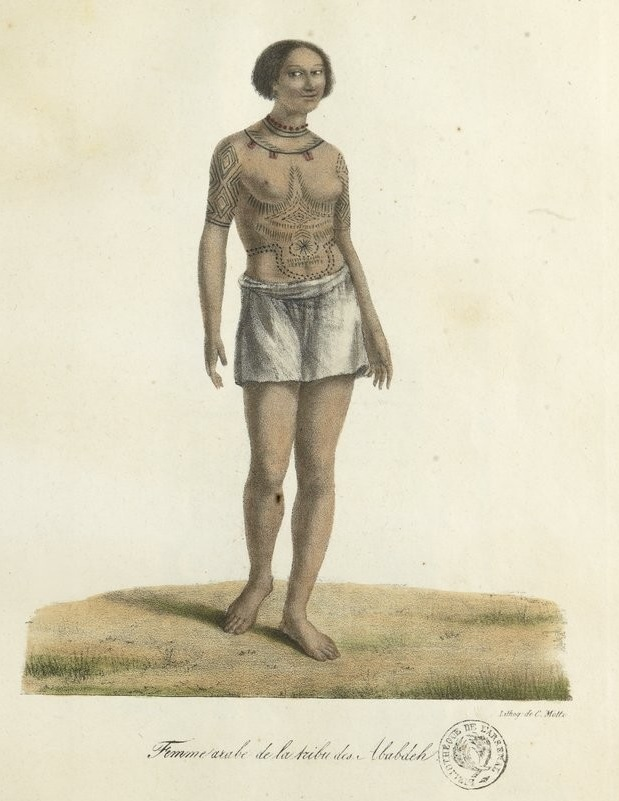
Uma mulher Ababda em 1823

Alfred von Kremer acreditava que eles eram falantes nativos de Beja e foi informado de que os ababdas eram bilíngues em árabe, que falavam com um forte sotaque. Aqueles que residiam com os núbios falavam Kenzi. Robert Hartmann, que visitou o país em 1859/60, observou que a grande maioria dos ababdas agora falava árabe. No entanto, no passado eles falavam um dialeto de Beja que agora era, como lhe foi dito, restrito apenas a algumas famílias nômades que vagavam pelo Deserto Oriental . Ele acreditava que eles abandonaram sua língua em favor do árabe devido ao contato próximo com outras tribos árabofonas. O linguista sueco Herman Almkvist, escrevendo em 1881, contou o Ababda ao Beja e notou que a maioria havia descartado a língua Beja, supostamente idêntica ao dialeto Bishari, em favor do árabe, embora muitos ainda fossem capazes de entender e mesmo falando Beja. Os informantes do Bishari lhe disseram que, no passado, os Bishari e os ababdas eram as mesmas pessoas. Joseph Russegger, que visitou o país por volta de 1840, observou que os ababdas falavam sua própria língua, embora acrescentasse que era fortemente misturado com o árabe. Ele acreditava que era uma língua "beduína núbia" e deu a entender que esta língua, e os costumes e aparência Ababda em geral, são semelhantes aos do Bishari. O viajante Bayard Taylor escreveu em 1856 que os ababdas falavam uma língua diferente da do Bishari, embora "provavelmente tenha surgido do mesmo estoque original". O orientalista francês Eusebe de Salle concluiu 
em 1840, depois de assistir a uma conversa em Beja entre Ababda e Bishari, que ambos se entendiam razoavelmente bem, mas que o Ababda "definitivamente" tinha uma linguagem própria. O médico Carl Benjamin Klunzinger escreveu em 1878 que os ababdas sempre falavam árabe enquanto conversavam com estranhos, evitando falar sua própria língua, que ele pensava ser uma mistura de árabe e beja. 
Na década de 1820, Eduard Rüppell afirmou brevemente que os ababdas falavam sua própria língua, aparentemente não árabe.  Uma opinião semelhante foi escrita por Pierre Trambux após sua jornada no Sudão no final da década de 1840. Na virada do século XIX, durante a campanha francesa no Egito e na Síria, o engenheiro Dubois-Aymé escreveu que os ababdas entendiam árabe, mas ainda falavam uma língua própria. 